# اوبرهامباخ
اوبرهامباخ (به آلمانی: Oberhambach) یک شهر در آلمان است که در بیرکنفلد واقع شده‌است. اوبرهامباخ ۲۶۹ نفر جمعیت دارد.